# Vidina Popov

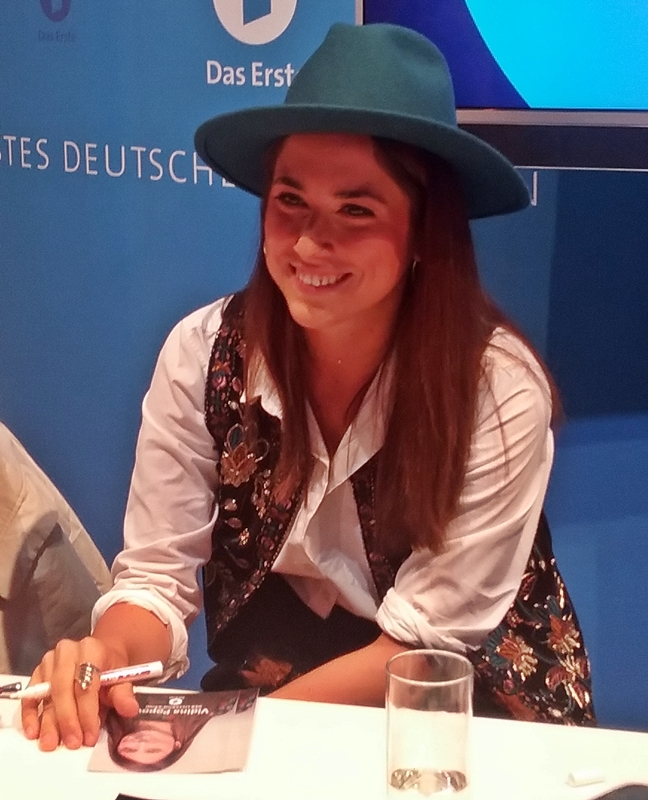
Popov 2018 auf der IFA

Vidina Popov (* 1992 in Wien) ist eine österreichische Schauspielerin.

## Leben
Vidina Popov hat bulgarische Wurzeln und wurde 1992 als Tochter des Cheftrainers der bulgarischen Leichtathleten, Ilija Popov, in Wien geboren. Sie sammelte 1999 erste Bühnenerfahrungen an der bulgarischen Schule in Wien, 2001/2002 spielte sie Kinderrollen in Mariana Pineda und Die Frau ohne Schatten am Wiener Volkstheater. Im ORF war sie von 2003 bis 2005 im Rahmen von Confetti TiVi in den Sendungen Confetti News, Kids4Kids und Der schiefe Turm als Kindermoderatorin und -reporterin zu sehen. 2011 nahm sie an der Casting-Show Deutschland sucht den Superstar teil, wo sie es bis unter die letzten 35 Kandidaten schaffte.
Von 2012 bis 2016 studierte sie Schauspiel am Mozarteum in Salzburg. 2013 schrieb sie das Stück Ich bin Bulgare?!, das sie im Salzburger Theater im Kunstquartier und im Bulgarischen Theater in Wien zeigte. Am Theater im Kunstquartier war sie außerdem unter anderem in Die Macht der Rede, Camelot – Handbuch für Ritter, Weltrettungsauftrag, Grillenparz und in Miss Sara Sampson in der Titelrolle zu sehen. 2014 wirkte sie am Hebbel am Ufer im Stück 32kilo Poesie mit, 2015 verkörperte sie am Kasino am Schwarzenbergplatz des Wiener Burgtheaters das Schneewittchen in Spieglein, Spieglein.
2016 stand sie am Deutschen Theater Berlin in der Uraufführung von Kuffar. Die Gottesleugner in der Rolle der Ayse auf der Bühne, am Theater Erlangen spielte sie die Irina im Stück Drei Schwestern, am Schlosstheater Schönbrunn war sie in Glaube Liebe Hoffnung als Juanita zu sehen. Ab 2016 stand sie für die ARD-Fernsehkrimireihe Der Lissabon-Krimi vor der Kamera, wo sie an der Seite von Jürgen Tarrach als Eduardo Silva die weibliche Hauptrolle als seine Assistentin Marcia Amaya spielte, die wegen ihrer Roma-Zugehörigkeit immer wieder mit Diskriminierungen zu kämpfen hat. Gemeinsam mit Tarrach nahm sie das Lied Ein Schrei auf dessen Fado-Album Zum Glück traurig auf.
In der Saison 2016/2017 war sie Ensemblemitglied am Landestheater Niederösterreich, wo sie im Jänner 2017 mit der Uraufführung des Stückes Roppongi von Josef Winkler Premiere feierte und in der Folge in Wie es euch gefällt und in Die Eroberung des goldenen Apfels zu sehen war.
Ab der Spielzeit 2017/2018 war sie festes Ensemblemitglied am Maxim-Gorki-Theater, wo sie unter anderem in Alles Schwindel, Papa liebt dich und Die Letzten auf der Bühne stand. Im Februar 2020 feierte sie am Gorki-Theater mit der Titelrolle in Maria von Simon Stephens Premiere und im Oktober 2020 mit der Uraufführung von Sibylle Bergs Und sicher ist mit mir die Welt verschwunden unter der Regie von Sebastian Nübling neben Svenja Liesau und Katja Riemann. Außerdem drehte sie 2020 unter der Regie von Nicole Weegmann für die Folge Borowski und die Angst der weißen Männer der Fernsehreihe Tatort, in der sie die Rolle der Duschanka Tomi, Büroleiterin der Politikerin Birte Reimers, verkörperte.
Dem Maxim-Gorki-Theater gehörte sie bis 2024 an. In der Tonhalle Düsseldorf spielte sie im November 2024 in der Uraufführung von Dark Matter mit Text von Shlomo Moskovitz und Musik von Bojan Vuletić die Hauptrolle. Ebenfalls im November 2024 moderierte sie gemeinsam mit der Journalistin und Moderatorin Maria Popov die Faustverleihung 2024.

## Filmografie (Auswahl)
- 2010: The Perfect Girl (Kurzfilm)
- 2017: SOKO Donau – Der Praktikant (Fernsehserie)
- 2018: SOKO Kitzbühel – Schwarzes Herz (Fernsehserie)
- 2018–2020: Der Lissabon-Krimi (Fernsehreihe)
  - 2018: Der Tote in der Brandung
  - 2018: Alte Rechnungen
  - 2019: Dunkle Spuren
  - 2019: Feuerteufel
  - 2020: Zum Schweigen verurteilt
  - 2020: Die verlorene Tochter
- 2019: Landkrimi – Das letzte Problem (Fernsehreihe)
- 2021: Tatort: Borowski und die Angst der weißen Männer (Fernsehreihe)
- 2022: Marie Brand und der entsorgte Mann (Fernsehreihe)
- 2022: SOKO Potsdam – Mensch und Maschine (Fernsehserie)
- 2022: Alice (Fernsehzweiteiler)
- 2024: Blutige Anfänger: Höhenrausch (Fernsehserie)

## Auszeichnungen
- 2023: Gordana-Kosanović-Schauspielerpreis[22]